# Aleksandros Papagos
Alexandros Papagos, grški maršal, * 9. december 1883, Atene, † 4. oktober 1955, Atene.